# Uallach ingen Muinecháin
Uallach ingen Muinecháin († um 934) war eine irische Dichterin und „Chef-Bardin von Irland“ (irisch Ollamh Érenn) von 931 bis 934. Sie stammte von der Dingle-Halbinsel im Norden des County Kerry.
Ihr Nekrolog erscheint in den Annalen von Inisfallen, einer Chronik des mittelalterlichen Irlands, welche zwischen dem 12. und 15. Jahrhundert von den Mönchen des Klosters Innisfallen verfasst wurde. Sie wird als banfile Érenn („Dichterin Irlands“) beschrieben. Dichterinnen kommen zumeist in den gälischen Quellen nicht vor und von ihrem Werk ist nichts vorhanden.
Judy Chicago widmete Uallach ingen Muinecháin eine Inschrift auf den dreieckigen Bodenfliesen des Heritage Floor ihrer 1974 bis 1979 entstandenen Installation The Dinner Party. Die mit dem Namen Lady Uallach beschrifteten Porzellanfliesen sind dem Platz mit dem Gedeck für Hrotsvit zugeordnet.